# Juan Manuel Munafo Horta
Juan Manuel Munafo Horta (Mendoza, Argentina; 20 de marzo de 1988) es un futbolista argentino que se desempeña como mediocampista en el Asteras Tripolis de la Super Liga de Grecia.

## Carrera
Su carrera comenzó en julio del 2009 cuando firma contrato profesional con el Panthrakikos.

## Estadísticas
| Temporada    | club                | liga                 | Campeonato | Campeonato | Copa local | Copa local | Copa europea | Copa europea | Total | Total |
| Temporada    | club                | liga                 | PJ         | G          | PJ         | G          | PJ           | G            | PJ    | G     |
| 2008–09      | Boca Juniors        | Primera Div.         | 0          | 0          | 0          | 0          | 0            | 0            | 0     | 0     |
| 2009–10      | Panthrakikos FC     | Super Liga de Grecia | 3          | 0          | 1          | 0          | -            | -            | 4     | 0     |
| 2010–11      | Platanias F.C.      | Beta Ethniki         | 25         | 0          | 2          | 0          | -            | -            | 27    | 0     |
| 2011–12      | Panthrakikos FC     | Super Liga de Grecia | 25         | 1          | 2          | 0          | -            | -            | 27    | 1     |
| 2012–13      | Panthrakikos FC     | Super Liga de Grecia | 29         | 1          | 0          | 0          | -            | -            | 29    | 1     |
| 2013–14      | FC Asteras Tripolis | Super Liga de Grecia | 58         | 0          | 0          | 0          | 0            | 0            | 58    | 0     |
| career total | career total        | career total         | 140        | 2          | 5          | 0          | 0            | 0            | 145   | 2     |